# Carex haematolepis
Carex haematolepis är en halvgräsart som beskrevs av Solomon Salomon Thomas Nicolai Drejer. Carex haematolepis ingår i släktet starrar, och familjen halvgräs. Inga underarter finns listade i Catalogue of Life.